# Exército Alemão
O Exército Alemão (em alemão: Deutsches Heer; ouvirⓘ) é o corpo terrestre da Bundeswehr (forças armadas) da Alemanha, que atualmente constitui uma das maiores e mais poderosas forças terrestres da União Europeia. Tradicionalmente as forças militares alemãs tem sido compostas pelo Exército, pela Marinha e pouco antes da Primeira Guerra Mundial, pela Força Aérea. O Heer foi reformado na década de 1950 como exército da Alemanha Ocidental e como parte da Bundeswehr. Em outubro de 1990 o exército da Alemanha Oriental e toda sua estrutura foi integrado no Deutsches Heer. A palavra alemã Heer significa simplesmente exército e não se refere a nenhum país em especial.

## História

### Visão geral
Desde que a Alemanha se transformou no estado unificado moderno em 1871, o nome das forças militares foram:
- Reichswehr 1919-1935 ("Defesa Imperial"), que consiste no Reichsheer (exército imperial) e na Reichsmarine (marinha imperial).
- Wehrmacht 1935-1945 ("Força de Defesa"), que consistia no Heer (exército), na Kriegsmarine (marinha), e na Luftwaffe (força aérea);
- Bundeswehr 1955-1990 ("Defesa Federal" da Alemanha Ocidental), que consistia no Heer, na Bundesmarine (marinha federal) e Força aérea alemã;
- National Volksarmee 1956-1990 ("Exército Popular Nacional" da Alemanha Oriental), consistia no Landstreitkräfte (forças da terra), Luftverteidigung (força aérea) e na Volksmarine (marinha popular).
- Bundeswehr atual 1990, reunificada em outubro de 1990 quando toda a estrutura das forças armadas da Alemanha Oriental foi incorporada a atual Bundeswehr, que é formada pelo Deutsches Heer, Deutsche Marine e Deutsche Luftwaffe.

### Pré-1914
Depois da derrota de Napoleão na batalha de Waterloo o reino da Prussia teve anos de sucessos militares nos séculos XIX e XX. Cada homem entre 17 e 45 anos era obrigado a prestar serviço militar. Havia 4 classes de serviço; Ativo (Aktiv), Reserva, Landwehr e Landsturm. O Landwehr e o Landsturm são chamados apenas em iminência de guerra. A unidade básica do exército neste tempo era o Regiment. O regimento dava suporte a uma cidade ou região específica. Cada regimento era estacionado perto de sua cidade natal. O regimento da reserva era composto em sua maioria por membros vindos do regimento local. As unidades de Landwehr e Landsturm foram organizadas também da mesma maneira. Um indivíduo poderia gastar todos os 22 anos de serviço militar cercados por seus amigos e família. Este sistema criou fortes laços nos regimentos, entretanto havia o perigo de todos os homens de uma cidade serem mortos em batalha de uma só vez.

### Primeira Guerra Mundial (1914-1918)

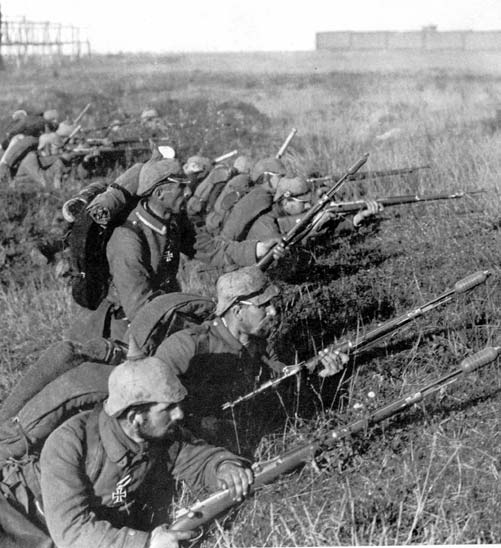
Soldados do Exército Imperial Alemão.

O exército alemão que lutou na Primeira Guerra Mundial não era de fato um exército unificado. Os quatro reinos germânicos que existiam antes da Unificação Alemã em janeiro de 1871, a saber: Baviera, Prússia, Saxônia e Württemberg, tinham seu próprio exército antes da unificação. A Prússia tinha o maior deles, e após a unificação e a formação do Império Alemão, o exército prussiano transformou-se no núcleo do "Exército Imperial Alemão" (Kaiserliches Heer ou Deutsches Reichsheer). Em 1914 o Exército Imperial Alemão possuía 50 divisões ativas e em 1918 já possuía 250. O termo "Exército Alemão" veio a ser usado somente após a assinatura do Tratado de Versalhes em 1919.
Cerca de 13,5 milhões de homens serviram no exército alemão durante a Primeira Grande Guerra.

### Reichswehr (1918-1935)
Com o fim da Primeira Guerra Mundial e a assinatura do Tratado de Versalhes, o exército alemão (Heer) foi simplesmente dissolvido. Muitos soldados se uniram em pequenos grupos armados conhecidos como Freikorps. Os Freikorps eram geralmente grupos de 100 homens ou menos, que protegiam uma vizinhança ou uma cidade. Em 6 de março de 1919 um exército conhecido como o Vorläufige Reichswehr (força alemã provisória de defesa) foi formado com aproximadamente 400 mil homens, muitos vindos dos Freikorps. Então, em 30 de setembro de 1919 o Übergangsheer (Exército Transicional) foi criado como força da defesa juntamente come o Freikorps. Finalmente, 1 de janeiro de 1921, 100 mil homens formavam o Reichswehr, com 7 divisões de infantaria e 3 divisões da cavalaria. O Reichswehr era controlado pelos aliados com a esperança de evitar uma futura agressão militar alemã.

### Wehrmacht (1935-1945)

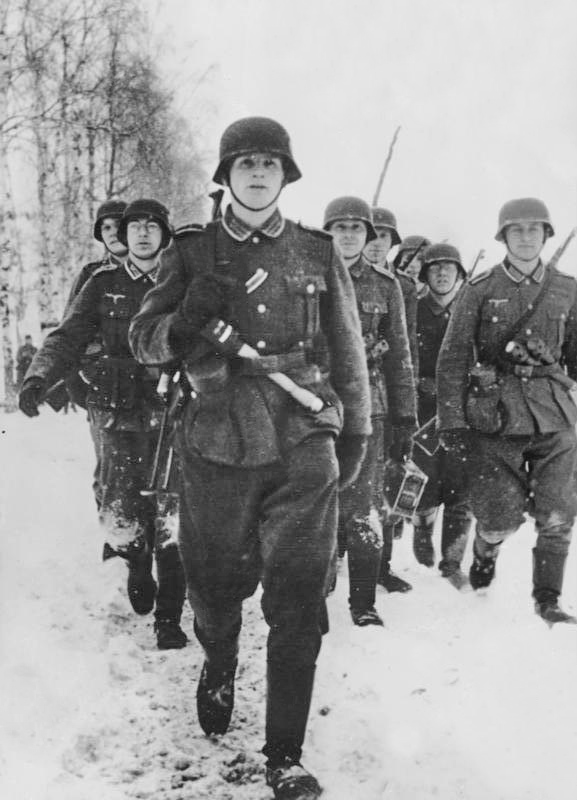
Soldados da Wehrmacht.

Sob o Tratado de Versalhes, o Reichswehr foi limitado a somente 100 mil homens divididos entre exército e marinha. Em 1933 a NSDAP chegou ao poder e começou a rejeitar o tratado. O exército foi incorporado na Wehrmacht em maio de 1935 com a "lei para a reconstrução da Força de Defesa Nacional". A Wehrmacht incluía não apenas o exército e a marinha mas também a força aérea, conhecida como Luftwaffe. Inicialmente, o exército foi expandido a 21 unidades divisionais e às formações menores. Entre 1935 e 1945 esta força consistia em centenas de divisões e em milhares de unidades menores. 
Entre 1939 e 1945 por volta de 14,8 milhões pessoas serviram no exército. Destas, 1,6 milhões foram mortas e 4,1 milhões foram feridas. Dos 7 361 homens que receberam a classe inicial da mais elevada honraria alemã de combate da Segunda Guerra Mundial, a cruz de ferro, 4 777 eram do exército, compondo 65% do total concedido. O exército alemão foi implicado em crimes de guerra, incluindo prestar ajuda no genocídio de Judeus europeus durante o Holocausto. Os aliados dissolveram o exército alemão em 20 de agosto de 1946.

### Novo exército

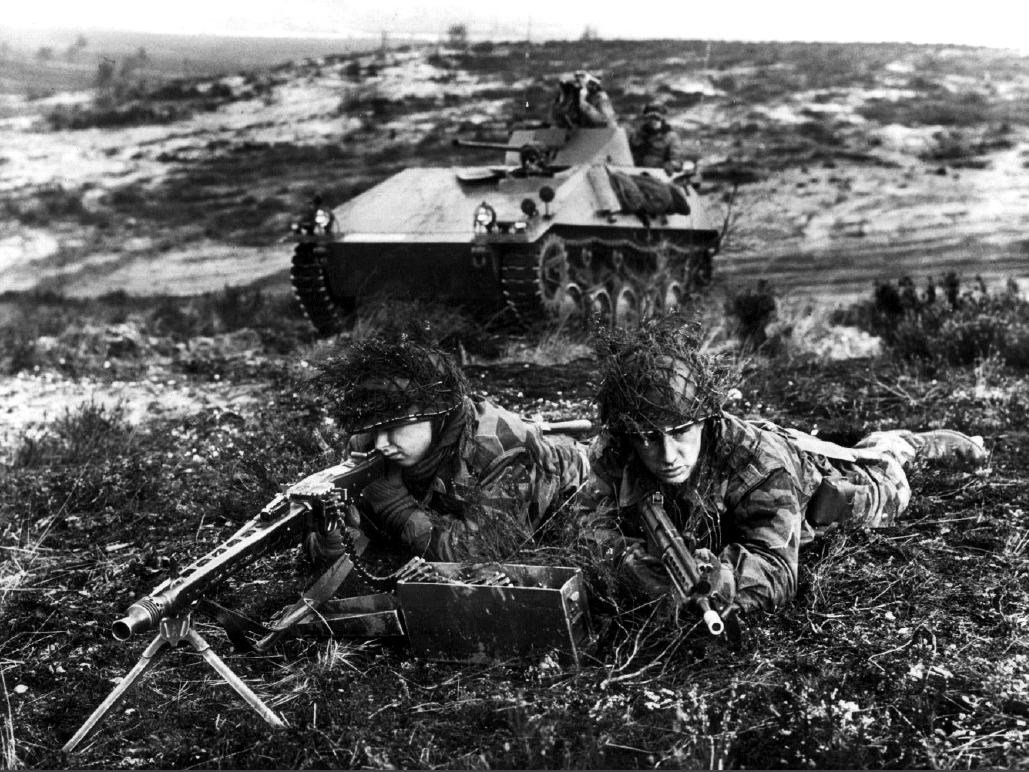
Soldados da Bundeswehr armados com MG1 e HK G3 durante treinamento, em 1960.

Em maio de 1949 foi fundada a República Federal da Alemanha, aliada do Ocidente, liderada pelo chanceler Konrad Adenauer. Ex oficiais da Wehrmacht iniciaram planejamentos para formar uma nova força de defesa nacional a fim de ajudar a defender a Europa Ocidental. O planejamento inicial incluía uma força terrestre de 250 000 homens, mais doze divisões panzer. Muitos países na Europa, principalmente a França, eram contra o rearmamento do país vizinho, porém com a criação do pacto de Varsóvia e denúncias de que a União Soviética estava secretamente reconstruindo o exército da Alemanha Oriental, acabou dissipando a oposição. Em 8 de fevereiro de 1952, o Bundestag aprovou a inclusão do país nos planos de defesa do oeste do continente e em 26 de fevereiro de 1954 foi aprovada a Lei Fundamental da República que estabelecia que a principal função das forças armadas era defender a soberania do governo federal. Em maio de 1955, o país entrou formalmente na OTAN.
Um dos principais fatores defendidos era que o novo exército, o Deutsches Heer, não era uma sucessora do Wehrmacht. Contudo, por falta de opções, muitos ex oficiais do exército de Hitler tiveram de ser reintegrado a nova força de combate, incluindo o general Hans Rottiger, que foi um dos principais organizadores da nova Forças Armadas.
O exército alemão oficialmente voltou a ativa em 12 de novembro de 1955. Em 1956 foram abertas as escolas de formação de oficiais e campos de treinamentos. Em abril de 1957, o primeiro grupamento de militares conscritos foi lançado no serviço ativo. Em 1959, já havia doze divisões de tanques e infantaria no país. No final da década, o exército já contava com 100 000 membros. Boa parte dos equipamentos usados tinham origem americana, como o tanque M-47 Patton.

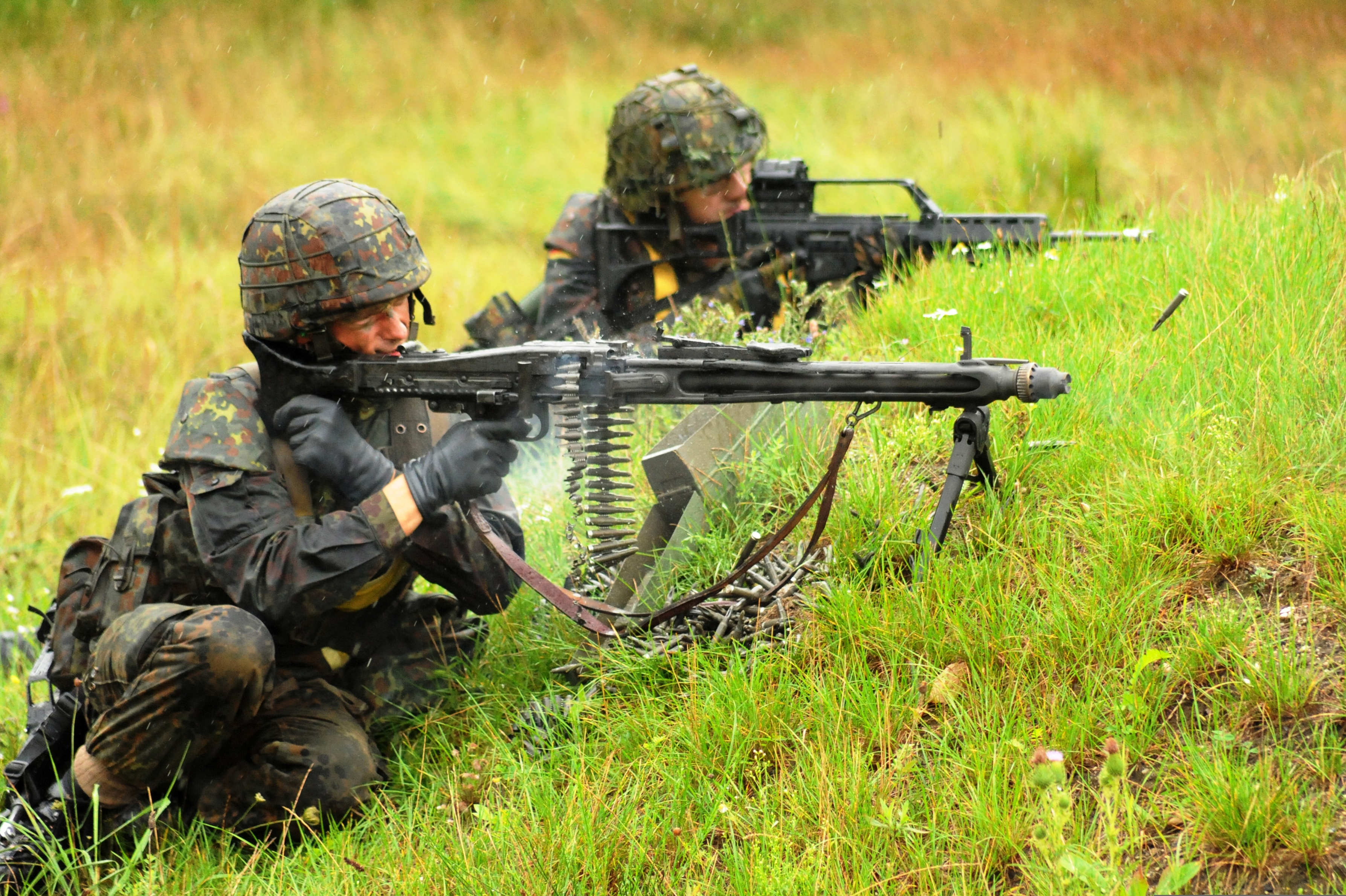
Militares do exército alemão, em 2010.

Com a União Soviética e seus aliados do Bloco do Leste se armando com uma velocidade impressionante, acabou dando a Alemanha mais importância nos planos de defesa da OTAN para a Europa. O exército continuou a aumentar de tamanho, chegando a 360 mil homens em 1990 ao fim da Guerra Fria. A indústria nacional alavancou e o país se tornou o terceiro maior exportador de armas do mundo, ao fim dos anos 90.

### Pós Guerra Fria
Após 1990, com a reunificação do país, os exércitos da Alemanha Ocidental e Oriental (o Nationale Volksarmee) se juntaram. Após a união, o exército alemão seguiu com quatro Corpos com aproximadamente 360 mil homens. Em 2003, três Corpos existiam no exército, que incluía brigadas de combate e formação. Os planos de redução do exército continuou no começo do século XXI. Nos anos seguintes, as forças armadas alemães foram reduzidas em tamanho e força, que é atualmente 178 641 soldados, entre eles 60 431 soldados do exercito.

## O exército alemão nos dias atuais
O exército alemão participou de várias missões internacionais desde os anos 90. Desde 2001, tropas alemãs estão no Afeganistão (que se tornou a maior missão de combate que a Alemanha participou desde a Segunda Guerra Mundial). Na década de 1990, eles também tomaram ação na intervenção da OTAN na Iugoslavia.

### Imagens

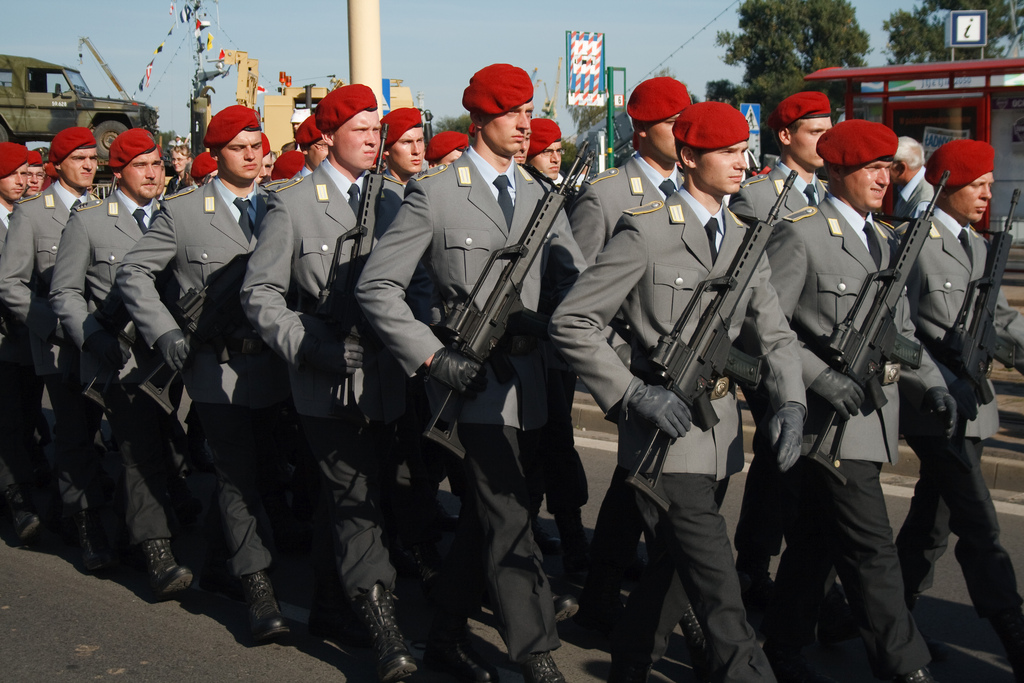
Soldados alemães em marcha.
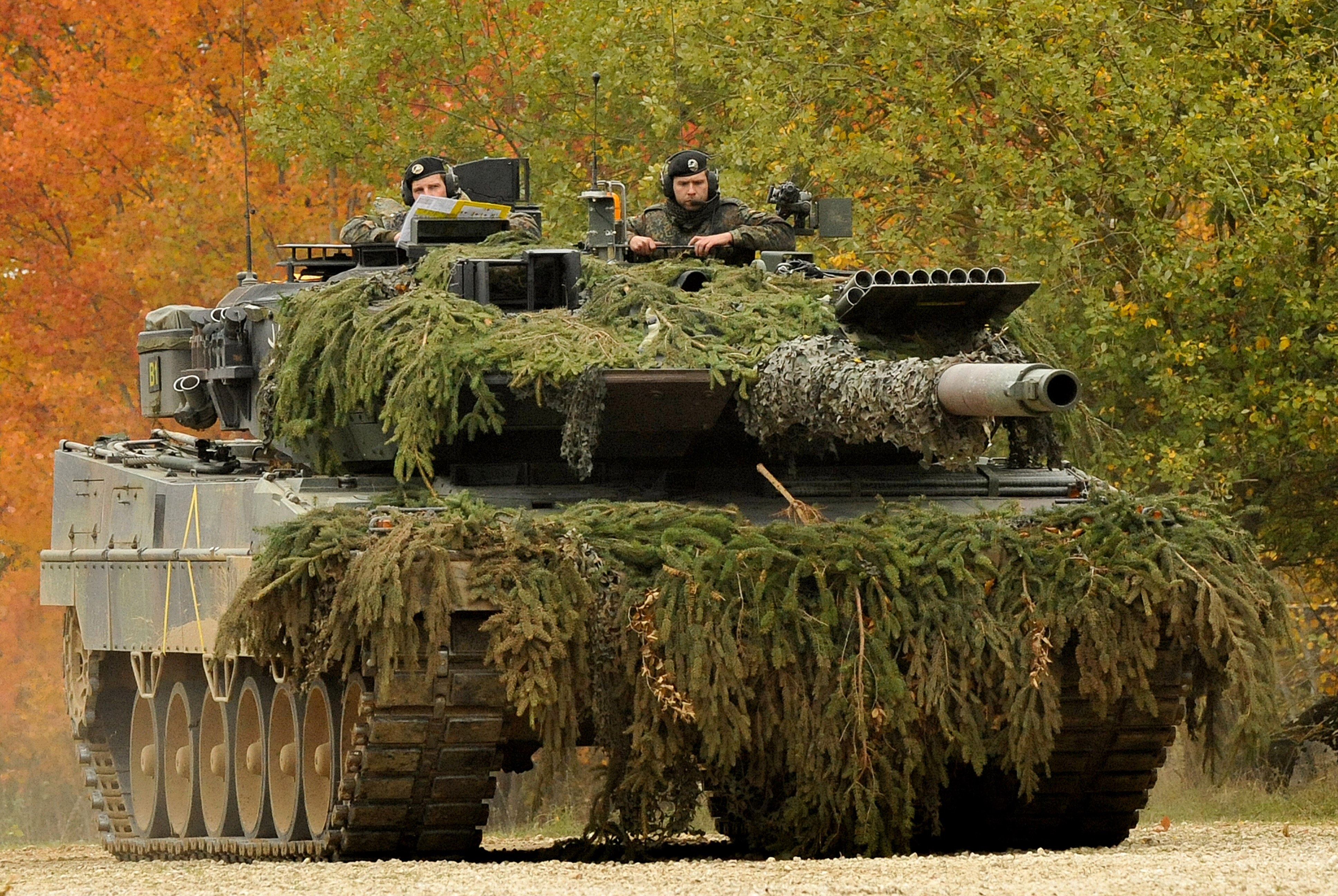
Um tanque Leopard 2A6 alemão.
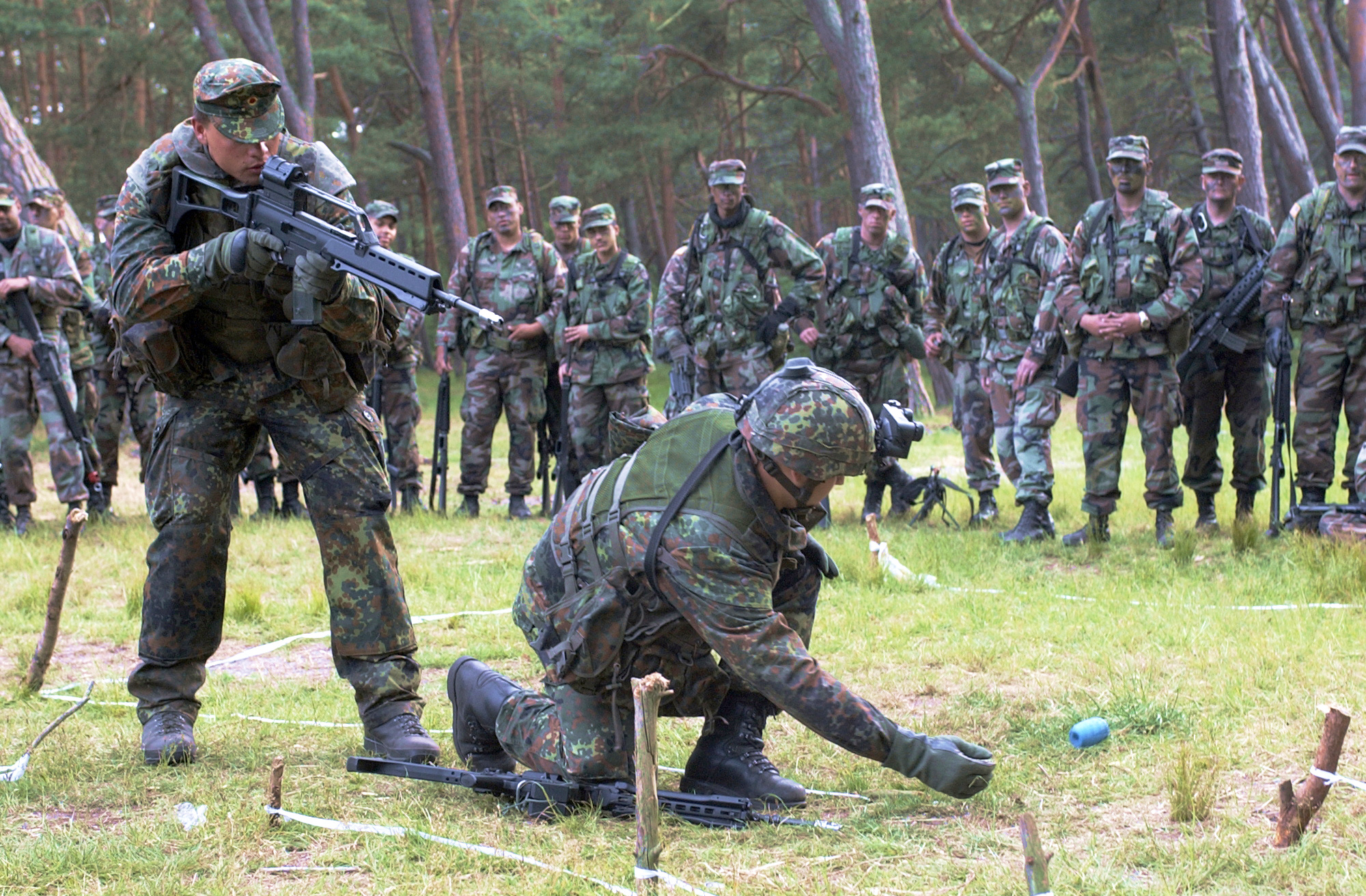
Soldados alemães e americanos em um exercício de treinamento.
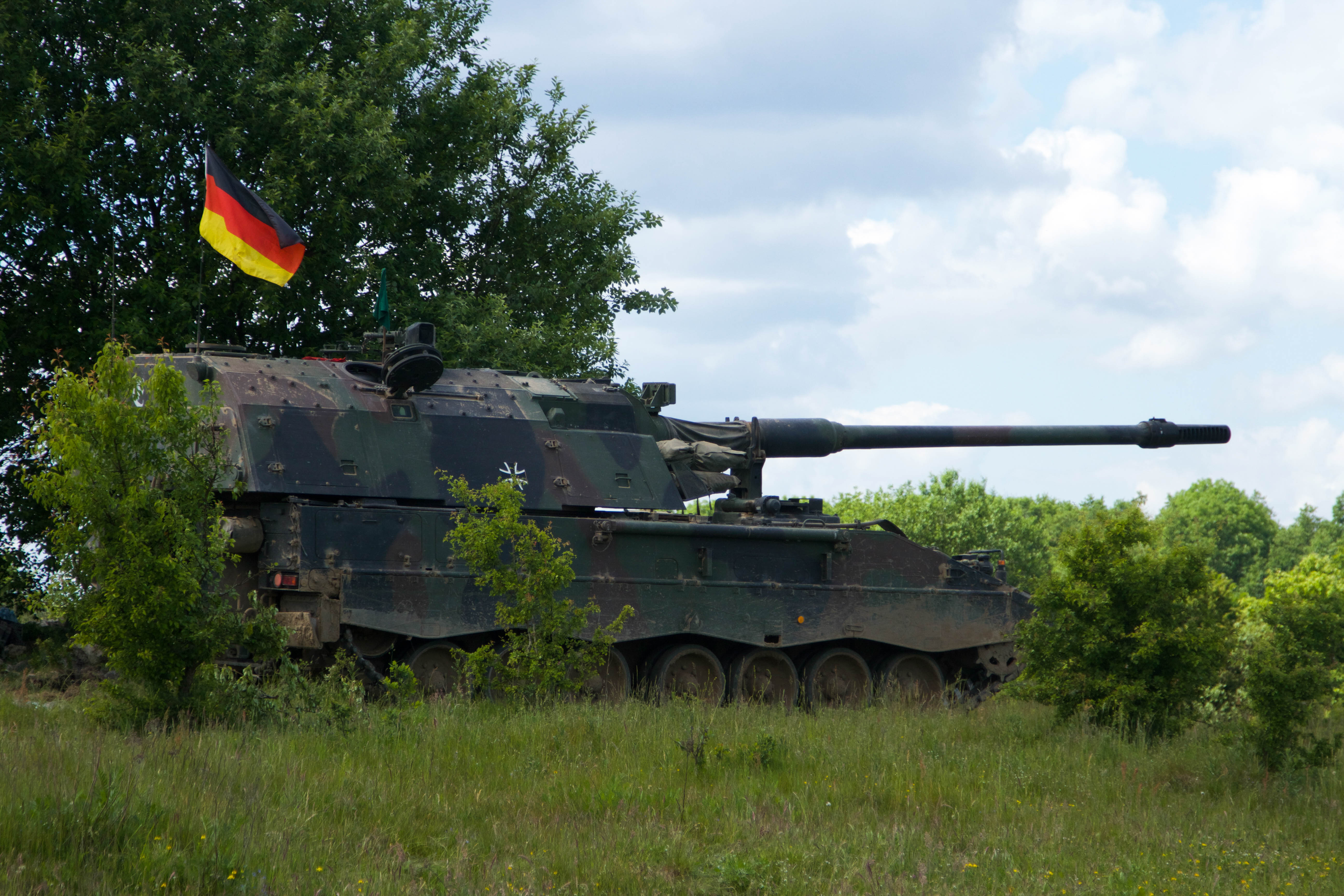
Um obuseiro auto-propulsado PzH2000.
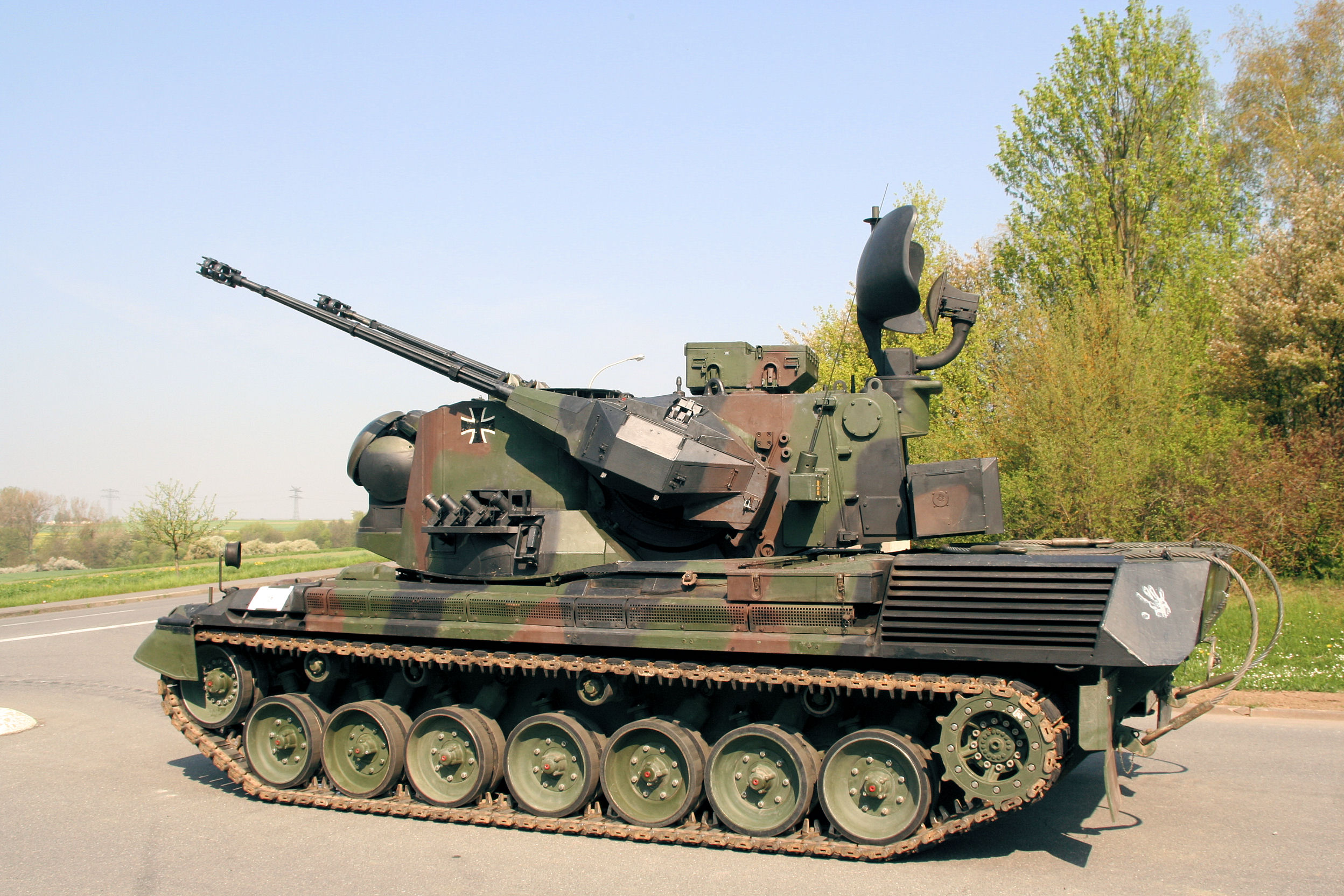
Uma viatura blindada de combate antiaéreo Gepard 1A2 que foi empregado até 2010.
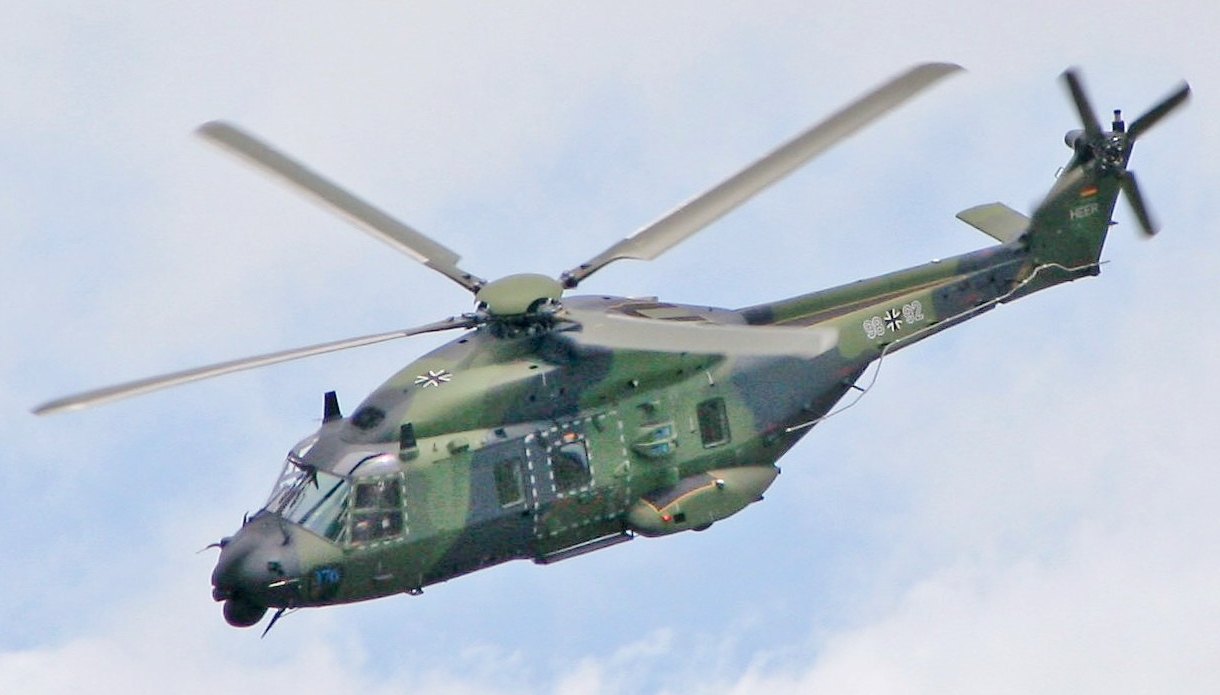
Um helicóptero de transporte NH-90.
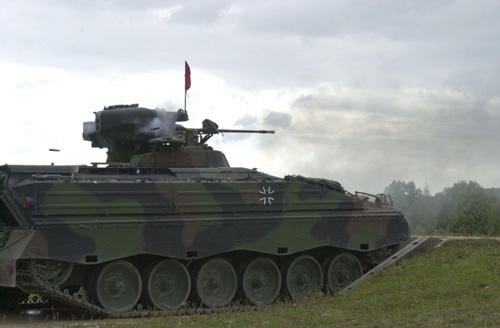
Um veículo de combate de infantaria Marder (IFV) alemão.
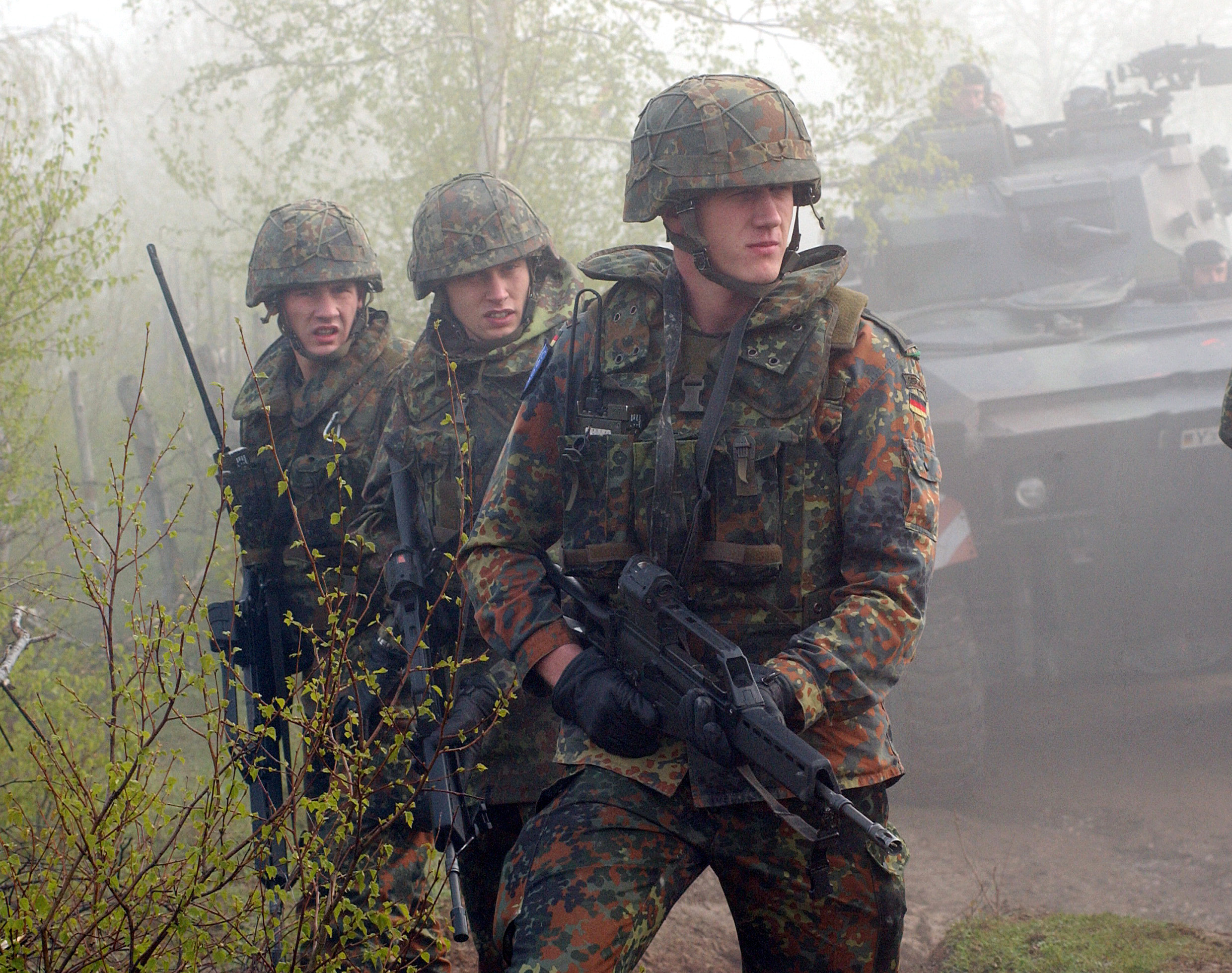
Militares de infantaria alemã armados com fuzis G36.

## Grandes Unidades do Deutsches Heer[13]
- 1. Panzerdivision (1ª Divisão Blindada) com sede em Oldenburg
- 10. Panzerdivision (10ª Divisão Blindada) com sede em Veitshöchheim
- Division Schnelle Kräfte (Divisão de Forças Rápidas) com sede em Stadtallendorf
- Eurokorps com sede em Estrasburgo na França
- I. Deutsch-Niederländisches Corps (1º Corpo Teuto-holandês) com sede em Münster
- Multinationales Korps Nordost (Corpo Multinacional Nordeste) com sede em Szczecin, na Polônia